# La Poma
La Poma é um município da província de Salta, na Argentina.